# Raymond Asso
Raymond Asso (2 de junio de 1901 - 24 de octubre de 1968), fue un letrista francés. 

## Biografía
Nació en Niza en el seno de una familia desunida, se embarcó hacia Marruecos a la edad de 15 años. Desempeñó múltiples oficios (pastor, director de fábrica
, caballero en Turquía y Siria, chófer, gerente de un local nocturno, etc.) antes de revelarse como autor.
Su debut en la canción fue en 1933, aunque no conocería el éxito hasta 1935 gracias a Édith Piaf. Toma en sus manos la carrera de la cantante, convirtiéndose en su amante y letrista habitual escribiendo un gran número de canciones para ella. Sus canciones de esa época suelen llevar música compuesta por Marguerite Monnot, quien se convertirá en la compositora titular de la Môme.
También escribió canciones para Marie Dubas (Le Fanion de la Légion, Mon légionnaire).
Al ser movilizado por la Segunda Guerra Mundial, su colaboración con Édith Piaf termina. Después de la guerra continúa escribiendo para diversos artistas como Lucienne Delyle, Marcel Mouloudji, Renée Lebas...
Los años cincuenta son muy prolíficos para el autor y le traerán numerosos éxitos, tales como Y’a tant d’amour (interpretado por Renée Lebas) o Un petit coquelicot escrita para Mouloudji. Además, varias estrellas de la época interpretaron temas escritos por él: Yves Montand (con Ninon, ma ninette en 1954), Catherine Sauvage, Les Frères Jacques (Mon ami m’a donné, Mais les vrais amoureux), Jean Bretonnière (C’est tant pis, c’est tant mieux en 1954), Odette Laure (Je suis nerveuse en 1955), Tino Rossi (Mon printemps en 1956) y André Dassary (Des pays merveilleux)
Raymond Asso también grabó discos (principalmente cuentos musicalizados para niños).
De 1962 a 1968, al término de su vida, se convirtió en administrador de la SACEM.

## Obras